# Cantone di Lubersac
Il Cantone di Lubersac era una divisione amministrativa dell'arrondissement di Brive-la-Gaillarde.
A seguito della riforma approvata con decreto del 24 febbraio 2014, che ha avuto attuazione dopo le elezioni dipartimentali del 2015, è stato soppresso.

## Composizione
Comprendeva i comuni di:
- Arnac-Pompadour
- Benayes
- Beyssac
- Beyssenac
- Lubersac
- Montgibaud
- Saint-Julien-le-Vendômois
- Saint-Martin-Sepert
- Saint-Pardoux-Corbier
- Saint-Sornin-Lavolps
- Ségur-le-Château
- Saint-Éloy-les-Tuileries